# Franc Kotnik starejši
Franc Kotnik, slovenski inženir, podjetnik in lastnik velikega kmetijskega posestva, * 25. september 1828, Verd, † 15. avgust 1890, Verd. 

## Življenjepis
Franc Kotnik je leta 1858 dokončal tehniško visoko šolo na Dunaju; ustanovil v Verdu  tovarno parketa in opekarno, bil od leta 1869 do 1870 deželni poslanec  (kmetske občine Ljubljana-Vrhnika) ter od 1870 do 1877 za volilno okrožje Postojna-Vrhnika-Lož. Bil je tudi namestnik v deželni komisiji za uravnavo zemljiškega davka (1874) in član okrajnega šolskega sveta za ljubljansko okolico (1877). Sodeloval je pri gospodarskem in narodnem preporodu Vrhnike.